# کنگا

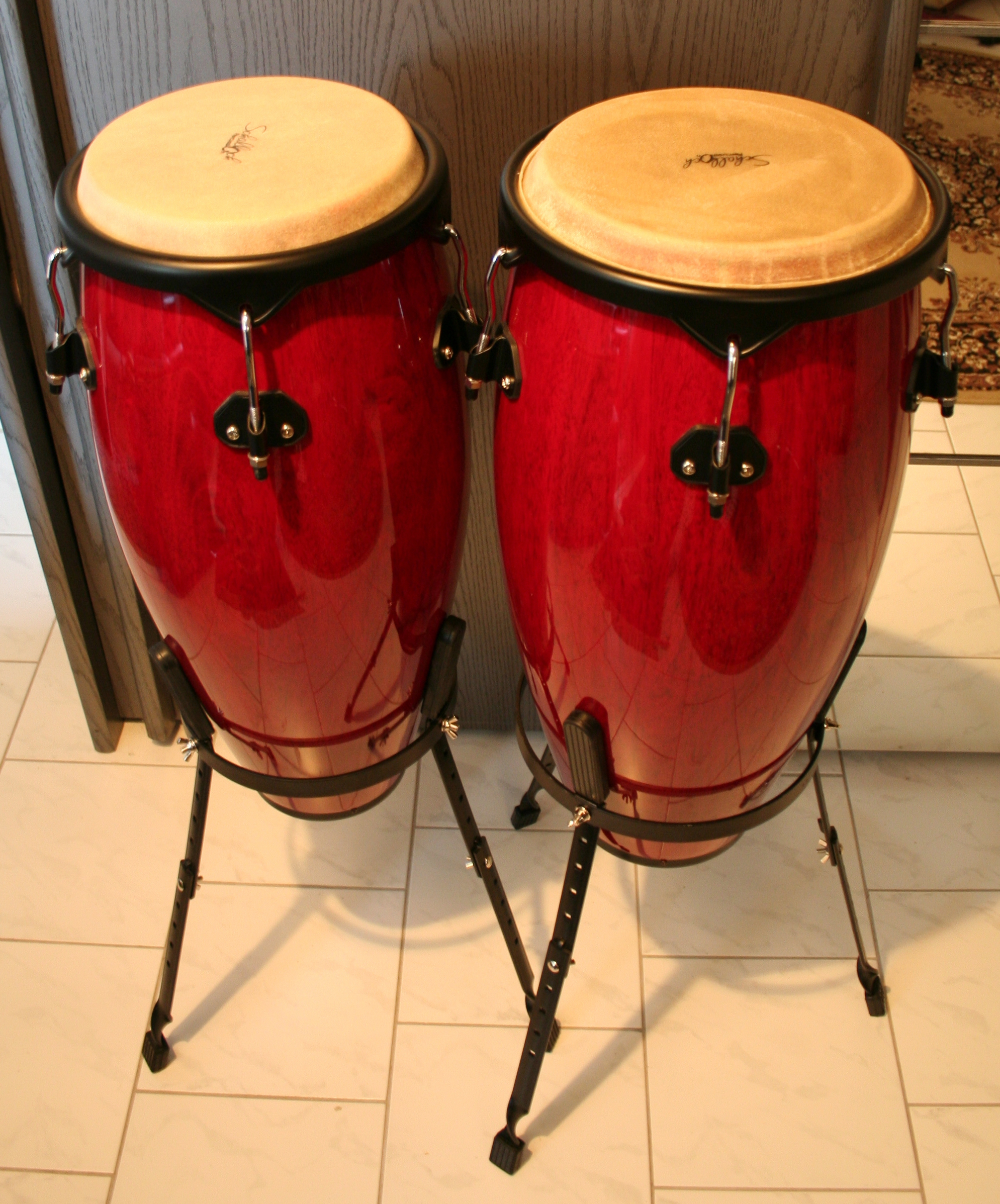
یک جفت کنگا

کنگا یک طبل بشکه ای تک سر است که در کوبا با الهام از سنت‌های مختلف آفریقایی ساخته شده‌است و به ویژه سنت‌هایی که در موسیقی رقص رواج دارد. در قرن ۲۱ ام کنگا در آمریکای لاتین رواج یافته‌است و در جاز آفریقایی-کوبایی، جاز لاتین و سایر سبک‌های رایج موسیقی استفاده می‌شود. در کوبا، اصطلاح تومبادورا اغلب برای کنگا به‌طور کلی یا برای یک اندازه طبل خاص استفاده می‌شود، که عبارت تومبا برای کنگای با سوراخ‌های بزرگ‌تر و معمولاً با تناسب پایین‌تر (همبرا، کاجا یا سالیدور نیز نامیده می‌شود. بسته به ریتم بازی) مشتق شده‌است.

## شکل کنگا
کنگا بشکه ای شکل یک طبل دستی به ارتفاع ۷۰ تا ۹۰ سانتی‌متر است. قطرها استاندارد نیستند. کنگای که به صورت عمودی قرار گرفته‌است با یک پوست خمیر در بالا پوشیده شده و در پایین باز است. به‌طور سنتی در ساخت بشکه از چوب ساخته می‌شود، یعنی از چوب‌های جداگانه ساخته شده‌است، نسخه‌های مدرن نیز از فایبرگلاس ساخته شده‌اند. قطر خز کمی بزرگتر از دهانه پایین است. پوشش قدیمی از پوست ضخیم حیوان تشکیل شده‌است که امروزه از مواد مصنوعی نیز استفاده می‌شود. پوست توسط حلقه ای در جای خود ثابت می‌شود که با اتصال پیچی به بدنه درام متصل می‌شود. این کار با سفت کردن یا باز کردن پیچ‌ها، تنظیم ابزار را نسبتاً آسان و کارآمد می‌کند.

## واژه‌شناسی
واژه کنگا conga ممکن است از واژه بانتو nkónga به معنای «ناف» یا «بند ناف» گرفته شده باشد. این کلمه در اصل به ریتمی از کارناوال خیابانی کوبا و راهپیمایی‌های مربوطه با سازهای مشابه اشاره دارد.
در بسیاری از شاخه‌های موسیقی از چندین کانگا استفاده می‌شود که سپس با توجه به نقش آنها با اصطلاحات دیگری نام برده می‌شود. در سالسا و سبک‌های مربوط به آن، درام با بالاترین تن به نام رکینتو و پس از آن کوینتو با قطر ۲۸ سانتی‌متر، کونگا با قطر ۳۰ سانتی‌متر، تومبا با قطر ۳۳ سانتی‌متر و سوپرتومبا با کمترین تناسب قرار می‌گیرد. معمولاً از سه طبل در رومبای آفریقایی-کوبایی استفاده می‌شود. اینها کوینتو (بالاترین)، tres dos یا tres golpes (وسط) و سالیدور (پایین‌ترین) نامیده می‌شوند.

## منشأ و توزیع
ورود کنگا به عنوان یک ساز ارکستر معمولی در آمریکای لاتین و کارائیب اتفاق افتاد. کنگا با دست در موسیقی رقص رایج و گاهی با چوب در موسیقی محلی سنتی کوبا نواخته می‌شود. پیش ساز کنگا در غرب آفریقا بوگارابو است، همچنین شباهت‌هایی با kpanlogo وجود دارد. برخی از طبل‌ها در فرهنگ‌های غرب آفریقا اهمیت مذهبی داشتند، مقدس شمرده می‌شدند و در مناسبت‌ها و جشنواره‌ها نواخته می‌شدند. مردمان مختلف شرق و غرب آفریقا که بعداً به عنوان برده به آمریکای لاتین منتقل شدند، سه طبل مقدس را پرستیدند که به گونه‌ای دیگر نامیده می‌شد و به خدایان خاصی اختصاص داشت.
در موسیقی رقص و جاز آمریکای لاتین، کنگا معمولاً در مجموعه‌های ۲، ۳، ۴ یا ۵ تایی نواخته می‌شود. امروزه ما این مجموعه‌ها را در گروه‌های مدرن و در موسیقی پاپ نیز می‌یابیم.
یک نوازنده معروف کنگا در موسیقی عامه پسند میکی فین از تی رکس بود.

## سبک نوازندگی
در تکنیک نوازندگی کوبایی، دست پیشرو برای راست دست‌ها، دست راست است. ضربه‌های اساسی عبارتند از: سکته مغزی باز (باز، abierto); باس (باجو)؛ سیلی، ضربه شلاق مانند، بسته یا باز (seco); نوک (tapado)، یک لمس به سختی قابل شنیدن با نوک انگشتان و یک ضربه خفه (خفه). هنگام اجرای این ضربه‌ها (به غیر از سیلی)، دست روی سر، برای باس در وسط، برای ضربه‌های دیگر با انتقال بین انگشتان و کف دست روی لبه کنگا قرار می‌گیرد. سیلی بسته با نوک انگشتان، دست کمی خم شده، پاشنه دست‌ها روی لبه طبل نواخته می‌شود. به ویژه دست غیر پیشرو اغلب وسط سر را تکان می‌دهد که صدای کمتری تولید می‌کند. در اینجا دست‌ها از کف دست به سمت نوک انگشتان و پشت حرکت می‌کنند (تکنیک دست شناور). به‌طور متناوب کف دست یا نوک انگشتان خز را لمس می‌کند. در موسیقی سنتی کوبا، کنگا نیز گاهی با چوب نواخته می‌شود. ریتم‌های معمولی عبارتند از تومبائو، بولرو، و رومبای آفریقایی-کوبایی.

## ادبیات
- الکس پرتات: طبل کنگا: توسعه، تکنیک، سبک‌ها، بداهه‌پردازی‌ها و مشارکت استاد درامر رامون «مونگو» سانتاماریا. (پایان‌نامه دکتری) دانشکده هنر، دانشگاه ملی استرالیا، اوت ۲۰۰۸